# Basílica y Santuario Nacional de Nuestra Señora de la Consolación (Carey)
La Basílica y Santuario Nacional de Nuestra Señora de la Consolación (en inglés: Basilica and National Shrine of Our Lady of Consolation) Es una basílica menor de la Iglesia católica y un santuario de la Virgen María, gestionado por los Frailes Franciscanos Conventuales. Se encuentra en Carey, una localidad en el noroeste de Ohio al norte de Estados Unidos. Fue hecho un santuario nacional por la Conferencia de Obispos Católicos estadounidense. Pertenece a la diócesis de Toledo en Ohio.
Una de las dos basílicas católicas en Ohio, es una de las 60 basílicas de los Estados Unidos. Es el lugar de una peregrinación anual de católicos (principalmente de la región) que se reúnen para conmemorar la Fiesta de la Asunción de María, celebrada el 15 de agosto de cada año. La basílica está designada como santuario dedicado a Nuestra Señora de la Consolación, María, Consoladora de los Afligidos.

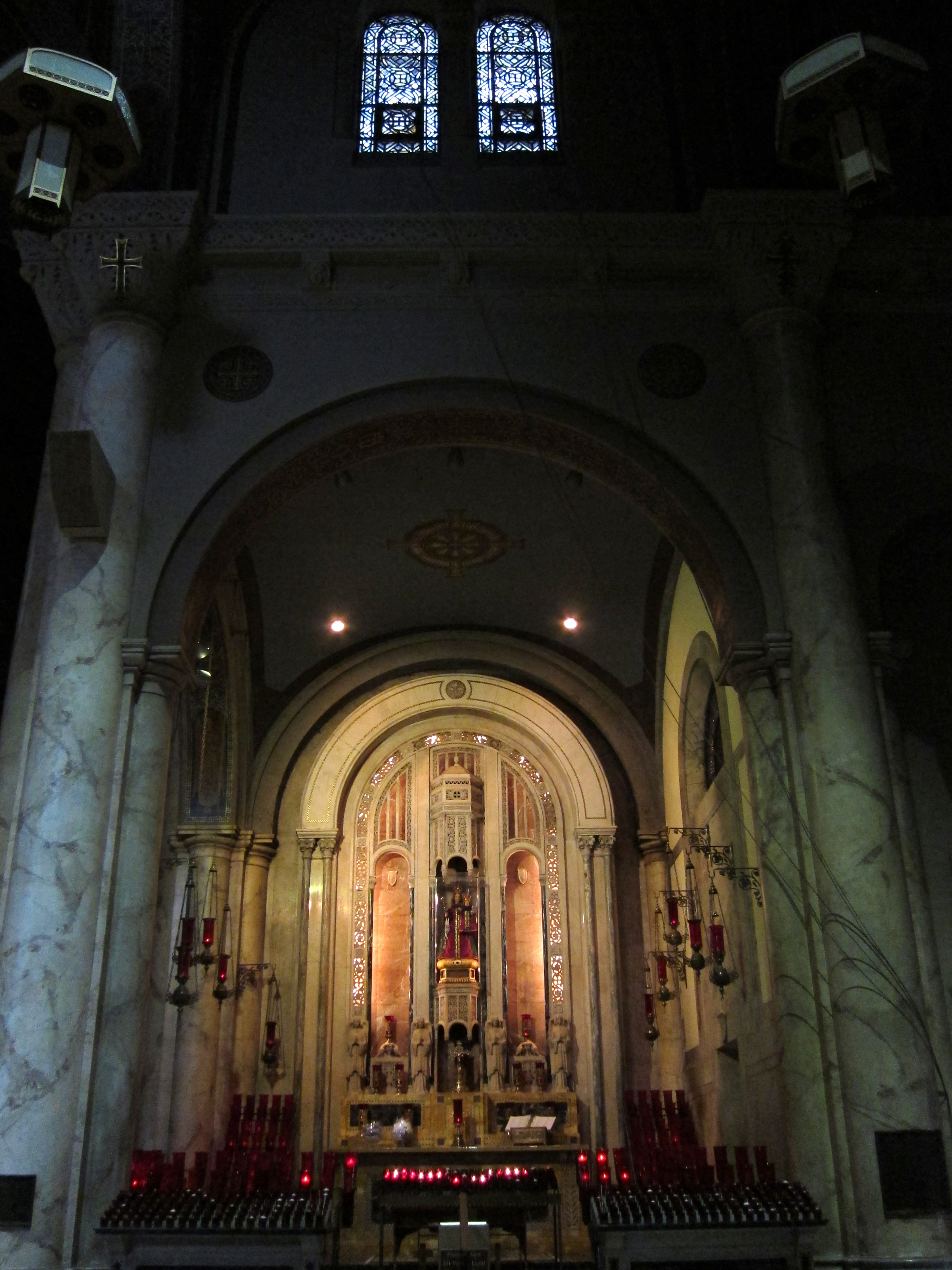
Vista interna